# عبد الله أباد (نغار بردسير)
عبد الله أباد هي قرية تقع في إيران في البلدة المركزية. يقدر عدد سكانها بـ 27 نسمة .